# Hilleshamn
Hilleshamn est une localité du comté de Troms, en Norvège.

## Géographie
Administrativement, Hilleshamn fait partie de la kommune de Gratangen.